# Ligne 267 (Infrabel)
La ligne 267 est une ligne ferroviaire industrielle belge de Charleroi.

## Historique
La ligne 267 est connectée à la ligne 112 (Marchienne-au-Pont - La Louvière).